# Політолог
Політолог — професія, фахівець в галузі політології. Професія належить до групи 2443.2 Державного класифікатора професій України (Філософи, історики та політологи).

## Суміжні професії
- 2443.2 Експерт із суспільно-політичних питань
- 2443.2 Консультант із суспільно-політичних питань (в партіях та інших громадських організаціях)
- 2443.2 Політичний оглядач

## Місце в нових Галузях знань (з 2015р.)
Згідно із новою класифікацією галузей знань за якими готуються студенти, політологія (052), як спеціальність підготовки, належить до галузі «05 Соціальні та поведінкові науки». При цьому частина політологів буде вчитись в рамках окремої спеціальності «056 Міжнародні відносини та регіональні студії».

## Виноски
1. ↑  Закон України: Про затвердження Державного класифікатора України ДК 003-95 — від 27 березня 2007 року. Архів оригіналу за 26 березня 2017. Процитовано 25 березня 2017.